# Саянский сельсовет
Саянский сельсовет — сельское поселение в Краснотуранском районе Красноярского края.
Административный центр — село Саянск.
Статус и границы сельского поселения определены законом Красноярского края от 18 февраля 2005 года № 13-3034 «Об установлении границ и наделении соответствующим статусом муниципального образования Краснотуранский район и находящихся в его границах иных муниципальных образований».

## Население
| 2010 | 2012  | 2013  | 2014  | 2015  | 2016  | 2017  |
| ---- | ----- | ----- | ----- | ----- | ----- | ----- |
| 1503 | ↘1443 | ↘1393 | ↘1365 | ↗1386 | ↗1389 | ↗1417 |

## Состав сельского поселения
| № | Населённый пункт | Тип населённого пункта       | Население |
| - | ---------------- | ---------------------------- | --------- |
| 1 | Моисеевка        | село                         | ↘190      |
| 2 | Николаевка       | деревня                      | ↘524      |
| 3 | Саянск           | село, административный центр | 731       |
| 4 | Тёплый Ключ      | посёлок                      | 58        |

## Местное самоуправление
Саянский сельский Совет депутатов
Дата избрания: 13.09.2015. Срок полномочий: 5 лет. Количество депутатов: 10 человек